# آندره‌آ برلوف
آندره‌آ برلوف (انگلیسی: Andrea Berloff) یک فیلم‌نامه‌نویس اهل ایالات متحده آمریکا است.

## بخشی از فیلمشناسی
از فیلم‌ها یا برنامه‌های تلویزیونی که وی در آن نقش داشته‌است می‌توان به آثار زیر اشاره کرد.
- مرکز تجارت جهانی (فیلم) (۲۰۰۶)
- مستقیم از کامپتن (فیلم ۲۰۱۵) (۲۰۱۵)
- پدر هم‌خون (۲۰۱۶)
- بی‌خواب (فیلم ۲۰۱۷) (۲۰۱۷)
- آشپزخانه (فیلم ۲۰۱۹) (۲۰۱۹)